# زیردریایی یو-۳۵۸

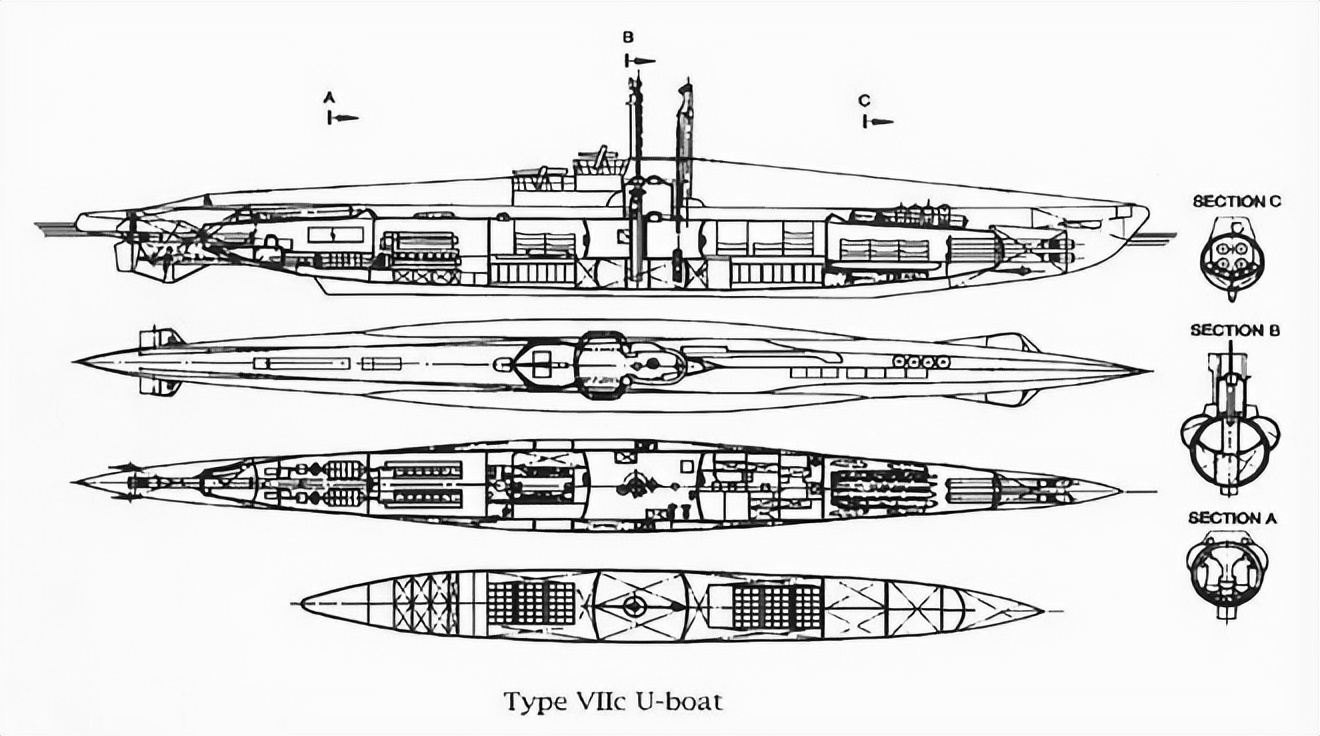
تصویری از طراحی زیر دریایی

زیردریایی یو-۳۵۸ (به انگلیسی: German submarine U-358) یک زیردریایی بود که طول آن ۶۷٫۱ متر (۲۲۰ فوت ۲ اینچ) بود. این زیردریایی در سال ۱۹۴۲ ساخته شد.
این زیردریایی 5 بار، قبل از غرق شدنش در آزور توسط ناوهای جنگی بریتانیا، به گشت زنی فرستاده شده بود.
این زیردریایی 5 کشتی و یک ناوجنگی را غرق نمود.